# Pseudeurotium desertorum
Pseudeurotium desertorum är en svampart som beskrevs av Mouch. 1971. Pseudeurotium desertorum ingår i släktet Pseudeurotium och familjen Pseudeurotiaceae.   Inga underarter finns listade i Catalogue of Life.